# D'Aboville
D'Aboville is een oud-adellijk Frans geslacht.

## Geschiedenis
De familie d'Aboville is afkomstig uit Valognes in Normandië en heeft een bewezen stamreeks die teruggaat tot in de 13e eeuw. Adel werd verkregen bij patentbrief van 1486; adelsbevestigingen volgden in 1596, 1666, 1732 en 1780. In 1808 volgde bij patentbrief de benoeming tot Comte de l'Empire, waarvan in 1815 nog eens bevestiging volgde.
Het geslacht werd ingeschreven bij de ANF onder nummer 307. In 2007 leefden er nog 133 mannelijke afstammelingen. De familie bracht veel bestuurders en militairen voort. Bekende huidige telgen van het geslacht zijn Auguste Ernest d'Aboville (1819-1902), Gérard d'Aboville (1945), zeezeiler en politicus, en diens oomzegger Maxime d'Aboville (1980), theateracteur en -regisseur.

## Afbeeldingen

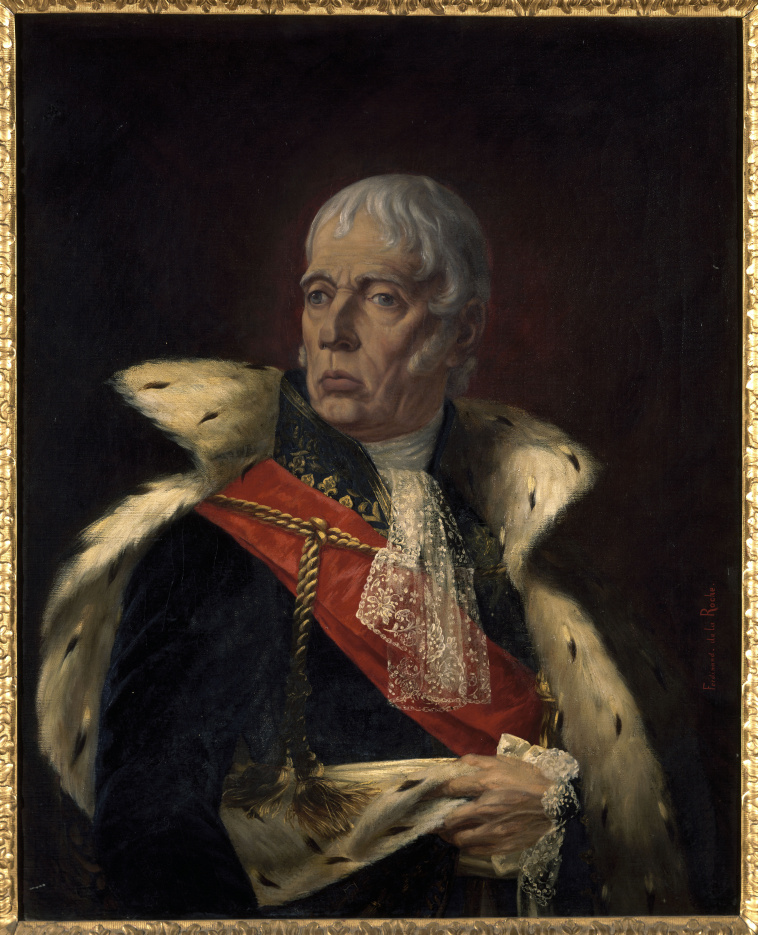
François Marie graaf d'Aboville (1730-1817), militair en gouverneur, Comte de l'Empire
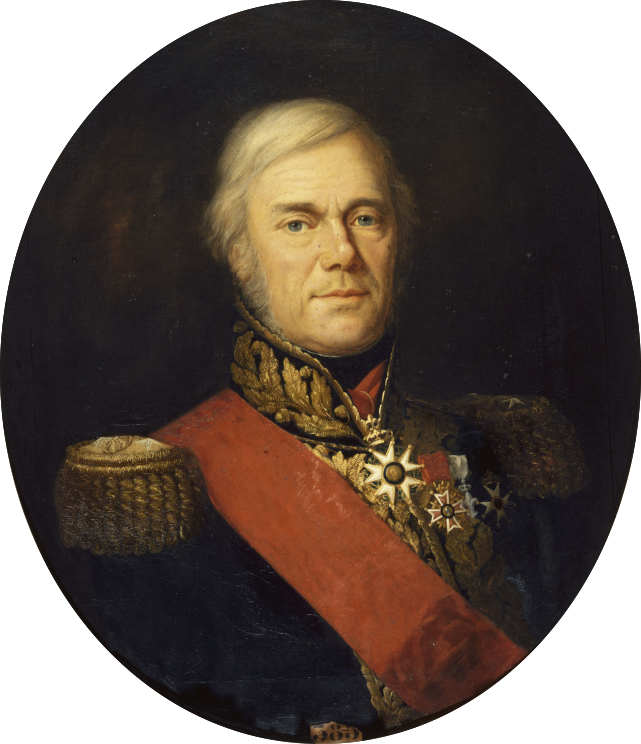
Augustin Gabriel graaf d'Aboville (1773-1820), generaal
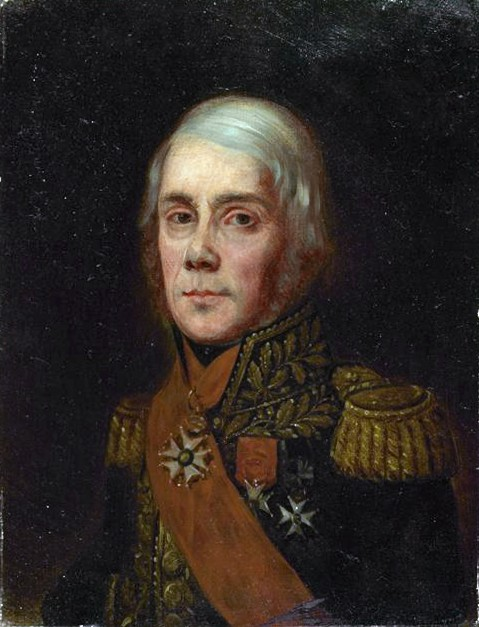
Augustin Marie baron d'Aboville (1776-1843), generaal
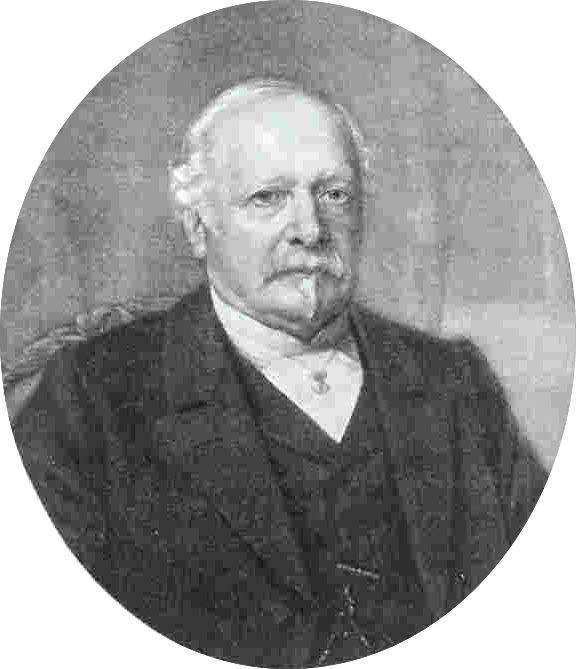
Auguste Ernest d'Aboville (1819-1902), parlementslid en burgemeester